# Ľubovňanský hrad
Ľubovňanský hrad (slovensky Ľubovniansky hrad, v minulosti znám i pod názvy: castrum Liblou, castrum de Lyblio nebo de Lublow, castrum Lyblyo a arx Lublow) je částečně zachovaný hrad na severu Slovenska nad městem Stará Ľubovňa. Stojí na vápencovém kopci s nadmořskou výškou 548 metrů, nad silnicí a levým břehem řeky Poprad v Ľubovnianské kotlině. Na sever od hradu leží Ľubovnianská vrchovina, z hradu je viditelný Široký vrch (884,5 metrů), město Stará Ľubovňa, obec Chmeľnica ale i Šibeničná hora, která ve středověku sloužila k výkonu hrdelního práva.

## Dějiny
Vznik ľubovňanského hradu je kladen do druhé poloviny 13. století, resp. na počátek 14. století. Hrad vznikl jako hraniční strážní hrad, chránící obchodní cesty do Polska. Podle některých pramenů (Menclová, Slivka, Čaplovič, Chalupecký) ho vybudoval pravděpodobně okolo roku 1280 polský kníže Boleslav, který byl manželem Kunigundy, dcery uherského krále Bély IV. V této době vznikla kruhová věž a gotický palác. Začátkem 14. století hrad rozšířili o další, východně situovaný palác a další budování hradu urychlily státoprávní změny po roce 1299 jakož i vnitropolitické boje oligarchů proti centrální královské moci. V letech 1308–1312 patřil hrad Omodejům, a od roku 1315 Drugethům. Podle jiných pramenů (Beňko, Fügedi, Števík) hrad vznikl na začátku 14. století z iniciativy krále Karla Roberta (první písemná zmínka o něm pochází z roku 1311, kdy se připomíná pod názvem „Liblou“). A podle dalších pramenů, dochovaných mezi lidmi spíše jako legenda, hrad založil šlechtic Ľubovenský, kterému se zalíbilo místo, na kterém hrad stojí. Prvními správci byli Omodejové, ne Matúš Čák, jak uvádí literatura, ten byl jen spojencem Omodejů proti panovníkovi, když si chtěli hrad přivlastnit, což se jim nepodařilo, protože Karel Robert v roce 1312 Omodeje porazil. Dále se uvádí, že hrad se stal roku 1323 majetkem Drugethů. Doba vzniku hradu – v závěru 13. století nebo počátkem 14. století – neměla žádný vliv na jeho dispoziční řešení ani na použité stavební postupy a tak s největší pravděpodobností hrad vypadal tak, jak je vyobrazen na kresbách J. Česly.
V roce 1412 se spolu s 13. spišskými městy a panstvími ľubovňanského a podolíneckého hradu dostal do polské zástavy. Na ľubovňanském hradě sídlili starostové zastavených měst. V roce 1432 a 1451 byl poškozen v době husitských válek, v roce 1553 ho téměř zničil velký požár. S jeho obnovou bylo započato v roce 1555 za starosty Jána Bonera, do roku 1557 ho obohatili o renesanční prvky. Hrad nákladně renovovali a rozšířili, přičemž velkou pozornost věnovali protitureckému renesančnímu pevnostnímu zařízení. V letech 1591–1745 měla starostovství zálohovaných měst v dědičné držbě polská knížecí rodina Lubomirski, v době jejich vlády zde byly provedeny víceré stavební práce. Upravovali objekty na terase druhého nádvoří, na jihozápadním nároží, opravili tehdejší budovy hradu a mnohé z nich ukončili dekorativními atikami. V 17. století byl hrad rozšířen a zbarokizován. V roce 1647 postavili kapličku a vybudovali třetí nádvoří. Manželka Alberta III. a starostka zálohovaných měst, Mária Jozefína, nařídila uskutečnit opravu hradu. Projekt vypracoval Francesco Placidi v polovině 18. století, ale nebyl realizován. Pod jeho vedením proběhla v letech 1746–1760 jen rekonstrukce hradu.
V roce 1772 se zastavená spišská města vrátila Uhersku. Hrad přestal být sídlem starosty zastavených měst a jeho význam upadl. Byl využíván  jako kasárna, později sloužil jako skladiště a nakonec ho v roce 1819 stát prodal J. F. Raiszovi, jehož rodina však hrad po 55 letech přenechala městu z důvodů nákladné údržby. Ani město nezvládalo hrad udržovat, a proto ho v roce 1883 odprodalo. Novým majitelem byl polský hrabě Zamoyski, který nechal v roce 1930 opravit kapličku a obytný trakt na jižní terase. V jeho vlastnictví byl až do roku 1945. Krátce po tomto roce byl zrekonstruovaný objekt využíván jako škola v duchu doby. Až v roce 1971 byl na hradě zahájen archeologický a architektonický výzkum, který nakrátko ustal po roce 1989, ale v současnosti je hrad znovu opravován.

## Panství ľubovňanského hradu
Ľubovňanský hrad byl v letech 1412–1772 v polské zástavě společně se přilehlým panstvím a městem Stará Ľubovňa, Panstvím podolíneckého hradu, městem Hniezdne a dalšími třinácti spišskými městy. K panství ľubovňanského hradu patřily tyto obce: Hraničné, Chmeľnica, Jakubany, Jarabina, Kače, Kamienka, Kremná, Krendželovka, Litmanová, Medzibrodie, Mníšek nad Popradom, Nová Ľubovňa, Pilhov, Podsadok, Veľký Sulín, Závodie, které byly také v polské zástavě.

## Části hradu

### Exteriér

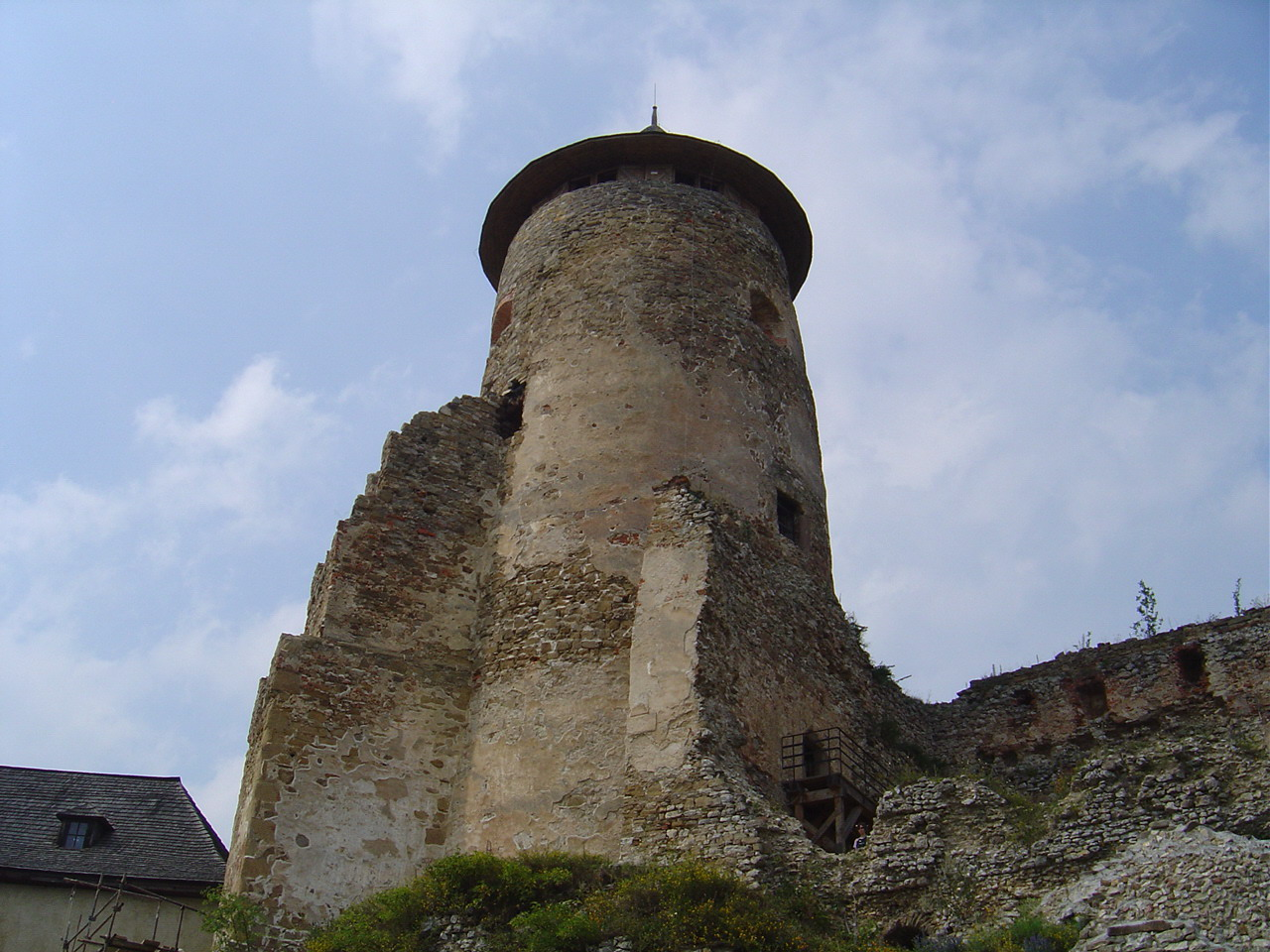
Hlavní věž Ľubovňanského hradu

Nejstarší částí hradu je kruhová věž s mohutnými opěrnými pilíři a přilehlý gotický palác. Obě původní opevněné stavby stojící na nejvyšším bodě skály byly ohrazeny obvodovou zdí a do objektu se vstupovalo branou ve zdi. O něco mladší je palác situovaný východně. Tyto objekty vytvářejí horní hrad s nádvořím. Na budovách se zachovala obvodová zdiva do značné výšky a na gotickém paláci zbytky renesanční atiky i renesančních ostění oken a římsy. Vzhledem k terénu byla další dvě nádvoří řešena terasovitě. Na druhém nádvoří přistavěli k bráně budovu s předbraním a obranu hradu zabezpečovala velká dělová bašta na východě a srdcovitý dělový bastion na západě pod branou. Později zde přistavěli další palác k obvodovému opevnění na východní straně. K objektu na západní straně přistavěli barokní palác (1642) a na terase kapličku. Poslední, třetí nádvoří, je směrováno na jihovýchod před velkou baštou a chrání vstup do areálu s branou z roku 1664, která měla padací most. Na zdech tohoto nádvoří se částečně zachovala atika.

### Interiér
V některých místnostech se dochovaly valené a pruské klenby, v podzemí zůstala zachována mučírna. Mezi zachované části patří í hradní kaplička.

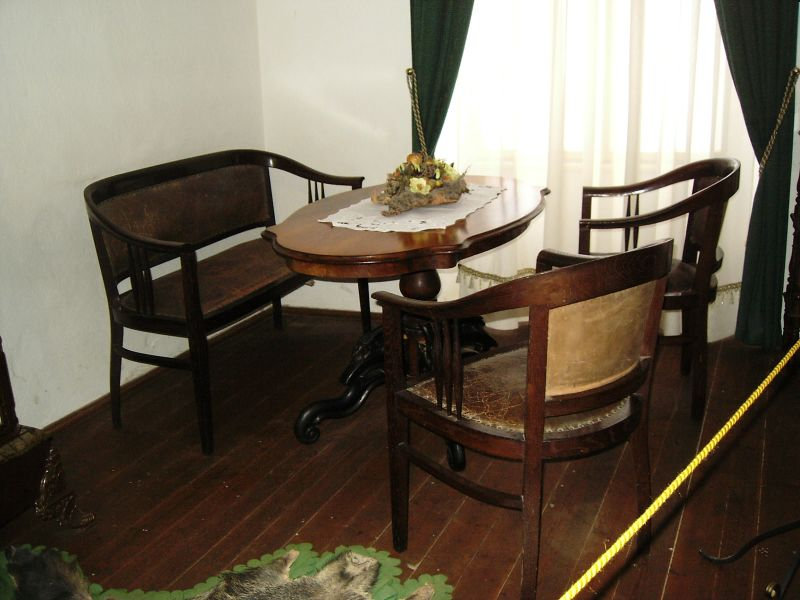
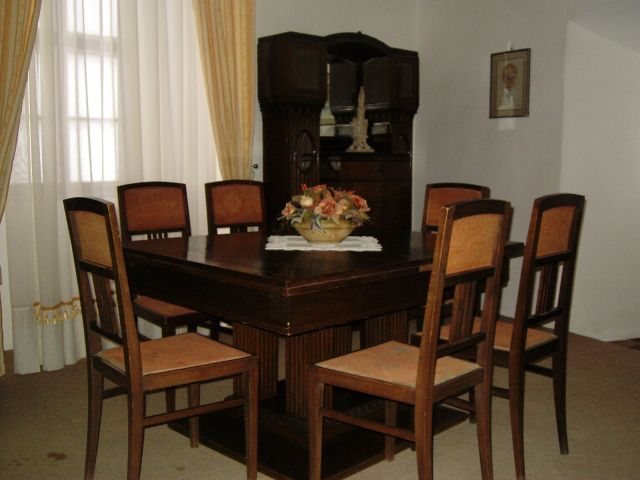
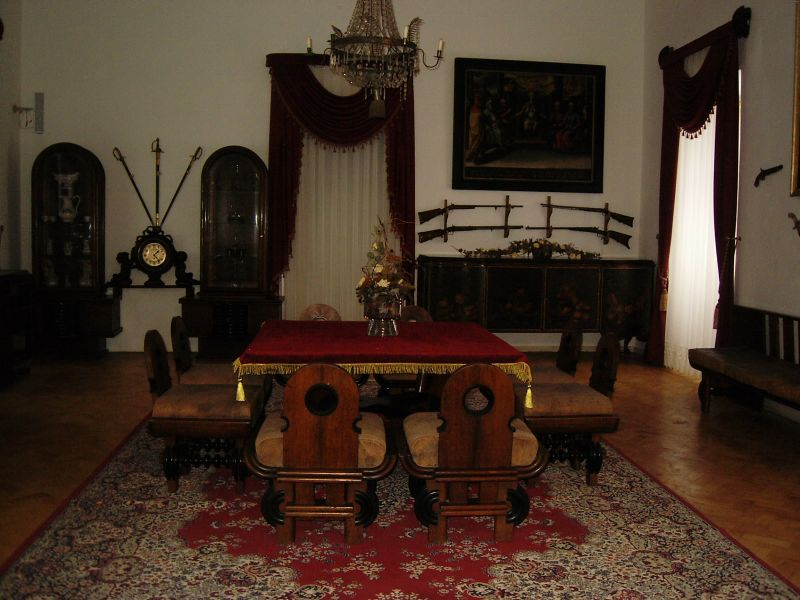

## Současný stav

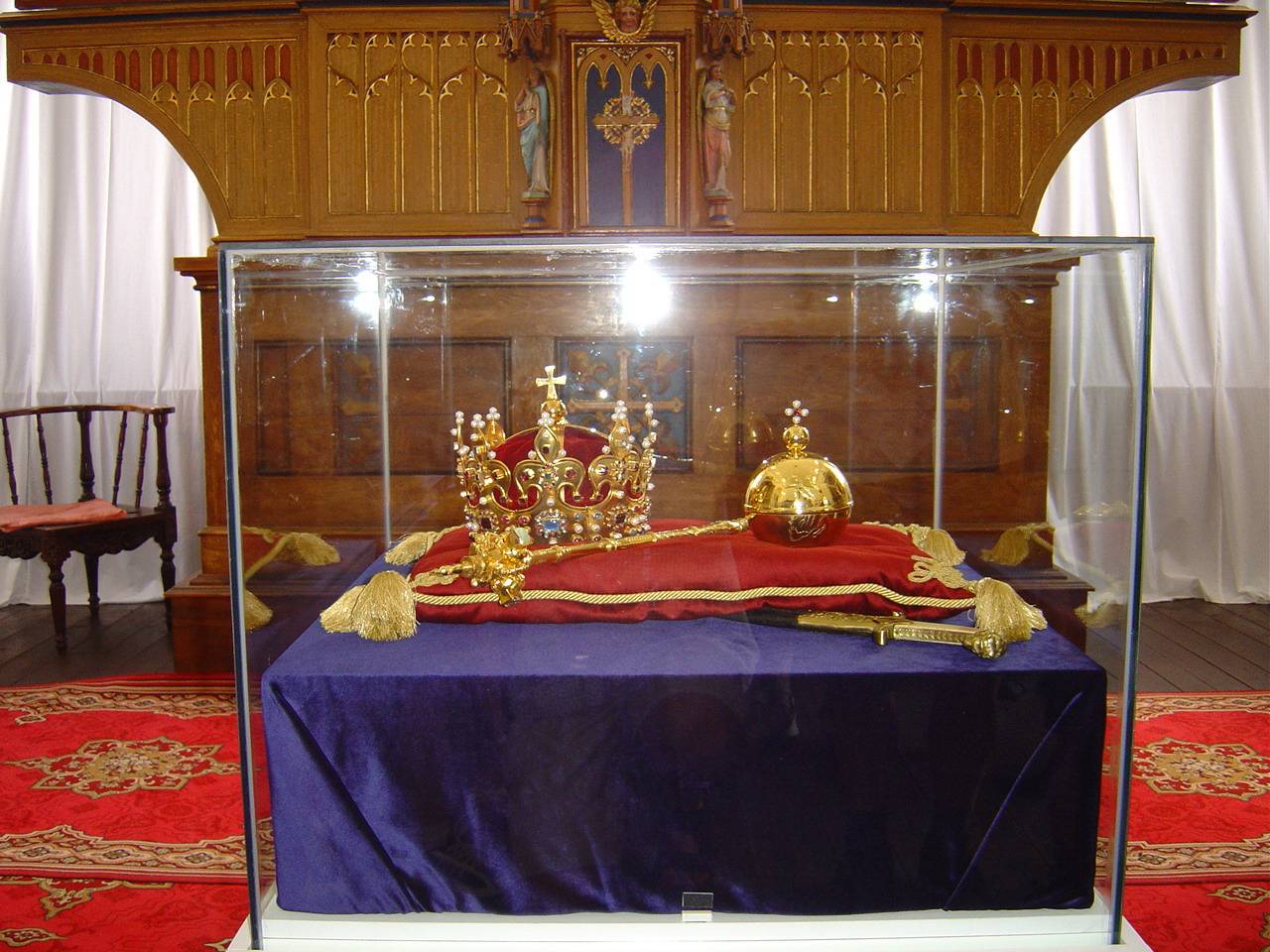
Repliky polských korunovačních klenotů

V zachované části hradu se nachází muzeum, součástí kterého jsou: historická expozice, expozice dobového nábytku a chladných zbraní a expozice seznamující návštěvníky se životem a rodokmenem posledních majitelů hradu – rodu Zamoyských. Na hradě se nachází í výstavní síň, kde jsou každoročně v době turistické sezóny pořádány výstavy. Správcem hradu je Ľubovňanské muzeum ve Staré Ľubovni.
V areálu hradu roste mohutná lípa malolistá s obvodem kmene 450 cm, výškou 25 metrů a odhadovaným věkem 350 – 400 let. Okolo přístupové cesty na hrad roste chráněná kaštanová alej, kterou tvoří 23 stromů jírovce maďalu s průměrným obvodem kmene 198 cm.
Přímo pod ľubovňanským hradem se nachází expozice Muzea Lidové architektury této oblasti. Skanzen je otevřen od května do září každý den, hrad i skanzen spravuje organizace Muzeum a hrad Ľubovňa. Od 30. července do 30. září 2005 byly na hradě vystaveny repliky polských korunovačních klenotů, které zde byly v letech 1655 až 1661 uschovány v době švédsko-polské války (originály byly roztaveny Prusy na počátku 19. století).

## Okolí a přístup
Železnice Slovenskej republiky a Slovenská autobusová doprava, MHD Stará Ľubovňa. Z centra města přístup na hrad asi 1/2 hodiny. K hradu je možný přístup i autem – z hlavní silnice u mostu odbočit do Zámocké ulice na parkoviště u hradu. Z hradu je výhled na Ľubovnianskou vrchovinu.
Blízké hrady: Plaveč, Podolínec, Kežmarok, Holumnica.
Jarabinský průlom na severu od obce Jarabina – pěkné kaňonovité údolí, vytvořené Malým Lipníkem, s kaskádami a meandrovými hrnci, chráněný přírodní výtvor. Další turistické značky vedou krajem Ľubovnianské vrchoviny.